# Chmielnik
Chmielnik ist eine Stadt in Polen in der Woiwodschaft Heiligkreuz.

## Geschichte
Die erste urkundliche Erwähnung des heutigen Chmielnik stammt vom 18. März 1241, dem Tag der Schlacht bei Chmielnik zwischen den Mongolen und polnischen Rittern, in der die Polen vernichtend geschlagen und Chmielnik zerstört wurde.
König Sigismund II. August verlieh dem Ort, damals im Besitz der Familie Oleśnicki, am 9. März 1551 das Stadtrecht.
Während der Jahre 1644 bis 1666 zählte Chmielnik zu den wichtigen Orten der Reformation, insbesondere des Calvinismus, in Polen.
Bei der Dritten Teilung Polens kam die Stadt 1795 unter Österreichische Herrschaft. Als 1809 das Herzogtum Warschau gegründet wurde, wurde Chmielnik Teil desselben und 1815 Teil des neugebildeten Kongresspolen.
1876 wütete ein Brand in der Stadt und vernichtete große Teile Chmielniks.
Am 4. September 1939 marschierte die Wehrmacht in die Stadt ein und besetzte sie kampflos.
Der Einmarsch der Roten Armee am 13. Januar 1945 bedeutete das Ende des Zweiten Weltkrieges für die Stadt. 1955 wurde Chmielnik Sitz eines Powiats, verlor ihn aber 1962 wieder. Bei einer allgemeinen Verwaltungsreform in Polen kam die Stadt 1975 zur Woiwodschaft Kielce, seit deren Auflösung war Chmielnik ab 1999 Teil der Woiwodschaft Heiligkreuz.

### Einwohnerentwicklung
| Jahr | Einwohnerzahl |
| ---- | ------------- |
| 1618 | 0250          |
| 1673 | 0412          |
| 2005 | 4016          |

## Gemeinde
Zur Stadt-und-Land-Gemeinde (gmina miejsko-wiejska) gehören neben der Stadt Chmielnik folgende 25 Ortschaften mit einem Schulzenamt.

## Sehenswürdigkeiten
- Die Dreifaltigkeitskirche (Kościółek Św. Trójcy) von Anfang des 16. Jahrhunderts.
- Die Kirche der unbefleckten Empfängnis der Heiligen Maria (Kościół parafialny p.w. Niepokalanego poczęcia Najświętszej Marii Panny), welche 1730 errichtet wurde
- Die Synagoge wurde in den Jahren 1633/34 errichtet.
- Neuer jüdischer Friedhof

## Verkehr
Chmielnik liegt an der in nord-südlicher Richtung verlaufenden Landesstraße 73 von Tarnów nach Kielce. Die Landesstraße 78, welche an der Grenze zu Tschechien, südlich Rybnik, beginnt mündet in der Stadt. Weiterhin ist Chmielnik Ausgangspunkt der Woiwodschaftsstraße 765, welche nach Osten führt und im etwa 30 Kilometer entfernten Staszów endet.
Der nächstgelegene internationale Flughafen ist der Flughafen Johannes Paul II. Krakau-Balice, welcher etwa 90 Kilometer südwestlich der Stadt liegt.

## Persönlichkeiten

### Ehrenbürger
- Bischof Edward Materski (1923–2012), Verleihung der Ehrenbürgerschaft im Jahr 2001
- Maria Stolzman, Ehrenbürgerschaft im Jahr 2001
- Roman Arendarski, Verleihung der Ehrenbürgerschaft im Jahr 2005
- Stanisław Żak, Verleihung der Ehrenbürgerschaft im Jahr 2006

### Söhne der Stadt
- Andreas Wojdowski (um 1565–1622), unitarisch-sozinianischer Theologe
- Robert Ciba (* 1969), Boxsportler